# Техасская резня бензопилой 3: Кожаное лицо
1. перенаправление Кожаное лицо: Техасская резня бензопилой 3